# Глина (село)
Вижте пояснителната страница за други значения на Глина.
Глина (на румънски: Glina) е село в южна Румъния, административен център на община Глина в окръг Илфов. Населението му е около 4 400 души (2002).
Разположено е на 68 метра надморска височина в Долнодунавската равнина, на околовръстния път на Букурещ и на 13 километра югоизточно от центъра на града. Първото споменаване на селището е от 1563 година. В началото на XXI век 27% от жителите му са цигани.